# Сервера Кольядо, Хосе Мария
Хосе Мария Сервера Кольядо (исп. José María Cervera Collado; 1946, Буньоль — 12 марта 2013, Валенсия) — испанский дирижёр. Сын композитора Хосе Марии Серверы Льорета.
Учился в Валенсийской консерватории у своего отца, затем совершенствовал своё мастерство в Академии Киджи под руководством Франко Феррары.
В 1976—1979 гг. работал в Валенсийском оркестре. Впервые попал в фокус международного внимания, дирижируя Национальным оркестром Испании в 1984 году на фестивале в Гранаде. После этого в 1985—1987 гг. возглавлял Баденскую государственную капеллу. В 1979—1987 гг. председатель Валенсийской ассоциации преподавателей музыки. Много работал вместе с Монтсеррат Кабалье.
Памяти музыканта был посвящён X Фестиваль классической музыки в Лученте, в Баденской опере в память о Кольядо был проведён вечер испанской песни.